# Rajmund Kalicki
Rajmund Kalicki (ur. 21 maja 1944 w Głębokiem) – polski pisarz, tłumacz i znawca literatury latynoamerykańskiej, autor monografii poświęconej Jorge Luisowi Borgesowi, znawca Gombrowicza, redaktor Twórczości.

## Życiorys
Jako nastolatek wraz z ojcem odbył roczną podróż do Argentyny. Po ukończeniu liceum w Sokółce w 1963 r. podjął studia w Instytucie Archeologii Uniwersytetu Warszawskiego, które ukończył w 1968 roku (promotorem pracy magisterskiej był profesor Kazimierz Michałowski).
W roku 1969 powtórnie wyjechał do Argentyny,  w Colegio Nacional de San Miguel w Buenos Aires zdał drugą w swym życiu maturę, następnie przez dwa lata studiował w Instituto de Cinematografia  de la Universidad Nacional del Litoral.
Do kraju wrócił na początku lat siedemdziesiątych; w latach 1972–1975 pracował w Państwowej Agencji Prasowej. W roku 1974 rozpoczął pracę w miesięczniku Twórczość. Na przełomie lat osiemdziesiątych i dziewięćdziesiątych (do 1992 r.) był pracownikiem (jako redaktor) Czytelnika.

## Twórczość literacka
Jego pierwszy przekład ukazał się w Przekroju w 1972 roku, było to opowiadanie nieznanego w Polsce peruwiańskiego krytyka literackiego i dyplomaty Ventury Garcii Calderona (Szpila Przekrój 1971, nr 1361, s. 5-6).
Tłumaczył między innymi Lezama Limę, Carlosa Onetti (wraz z Edwardem Stachurą), Roberto Arlta, Garcię Marqueza, Ernesto Sábato.
W 1993 został laureatem Nagroday „Literatury na Świecie” za tłumaczenia prozy. Za przekład esejów Ortegi y Gasseta Velázquez i Goya otrzymał w roku 1994 nagrodę Stowarzyszenia Tłumaczy Polskich.
Jest autorem kilku zbiorów esejów, anegdot, rozmów o malarstwie, sztuce i kobietach opublikowanych w formie dzienników: Dziennik tajemny, Dziennik patagoński, Dziennik nieobyczajny, Dziennik z zaświatów, Dziennik podróży na Ocolorę, Dziennik ostatni.

## Wybrane publikacje (przekłady, posłowia, eseje, twórczość własna)
- Gabriel García Márquez, Zła godzina; przeł [z hiszp.] Jan Zych; posłowie Rajmund Kalicki, Kraków: Wydawnictwo Literackie, 1975 (seria Proza Iberoamerykańska)
- Jorge Luis Borges, Raport Brodiego; przeł. [z hiszp.] Zofia Chądzyńska; [posłowiem zaopatrzył Rajmund Kalicki], Kraków: Wydawnictwo Literackie, 1975 (seria Proza Iberoamerykańska)
- Piętnaście opowiadań iberoamerykańskich; przeł. [z port., hiszp.] Zofia Chądzyńska [et al.]; [posłowiem opatrzył Rajmund Kalicki; wybrała Maria Kaniowa], Kraków: Wydawnictwo Literackie, 1976 (seria Proza Iberoamerykańska)
- Miguela Angel Asturia Niejaka mulatka; przeł. [z hiszp.] Andrzej Nowak; [posłowiem opatrzył Rajmund Kalicki], Kraków: Wydawnictwo Literackie, 1977 (seria Proza Iberoamerykańska)
- Jose Lezama Lima Wazy orfickie; przeł. [z hiszp.], wyboru dokonał, posłowiem i przypisami opatrzył Rajmund Kalicki, Kraków: Wydawnictwo Literackie, 1977
- W zaczarowanym zwierciadle: opowiadania fantastyczne Ameryki Łacińskiej; przeł. [z hiszp.] Rajmund Kalicki [et al.; wyboru dokonał Andrzej Sobol-Jurczykowski; posłowiem i notami biograficznymi opatrzył  Jerzy Kühn], Kraków: Wydawnictwo Literackie, 1977
- Jorge Luis Borges Opowiadania; przeł. [z hiszp.] Zofia Chądzyńska; posłowie Rajmund Kalicki, Kraków: Wydawnictwo Literackie, 1978 (seria Biblioteka Klasyki Polskiej i Obcej)
- Juan Carlos Onetti Historia kawalera z różą i ciężarnej dziewicy z Liliputu; przeł. [z hiszp.] Rajmund Kalicki, Edward Stachura, Warszawa: Czytelnik, 1977 (Seria Nike)
- Roberto Arlt Siedmiu szaleńców; przeł. [z hiszp.] Rajmund Kalicki, Warszawa: Państwowy Instytut Wydawniczy, 1978 (seria Współczesna proza światowa)
- Gabriel García Márquez Opowieść rozbitka; przeł. [z hiszp. i posłowiem opatrzył] Rajmund Kalicki, Kraków: Wydawnictwo Literackie, 1980 (seria Proza Iberoamerykańska) ISBN 83-08-00254-4
- Rajmund Kalicki Jorge Luis Borges, Warszawa: Czytelnik, 1980 (seria Klasycy Literatury XX Wieku) ISBN 83-0700284-2
- Alejo Carpentier Przedtakty i wariacje; przeł. [z hiszp.] Joanna Petry-Mroczkowska ; [posłowiem opatrzył Rajmund Kalicki], Kraków: Wydawnictwo Literackie, 1982 ISBN 83-08-00861-5
- Tango Gombrowicz / zebrał, przeł. [z hiszp.] i wstępem opatrzył Rajmund Kalicki, Kraków; Wrocław: Wydawnictwo Literackie, 1984 ISBN 83-08-00961-1
- Daniel Moyano Po drugiej stronie morza; wybrał i przeł. [z hiszp.] Rajmund Kalicki, Kraków; Wrocław: Wydawnictwo Literackie, 1986 ISBN 83-08-01661-8
- Ernesto Sábato Pisarz i jego zmory; zebrał, przeł. [z hiszp.] i posłowiem opatrzył Rajmund Kalicki, Kraków: Wydawnictwo Literackie, 1988 83-08-01751-7
- Każdego lata: nowe opowiadania argentyńskie; wybór i posłowie Rajmund Kalicki; [przeł. z hiszp. Teresa Garbacik et al.], Kraków: Wydawnictwo Literackie, 1988 (seria Proza Iberoamerykańska) ISBN 83-08-01632-4
- Alejo Carpentier Podróż do źródeł czasu; przeł. [hiszp.] Kalina Wojciechowska; posłowiem opatrzył Rajmund Kalicki, Warszawa: Czytelnik, 1988 ISBN 83-07-01857-9
- José Ortega y Gasset Velázquez i Goya; wyboru dokonał Stanisław Cichowicz; przeł. [z hiszp.] Rajmund Kalicki, Warszawa : Czytelnik, 1993 ISBN 83-07-02278-9
- Rajmund Kalicki Dziennik tajemny; il. Mariano Betelú, Jerzy Nowosielski, Kraków: Wydawnictwo Literackie, 2000 ISBN 83-08-03084-X
- Rajmund Kalicki Dziennik patagoński; rys. Mariano Betelú, Warszawa: Nowy Świat 2007 ISBN 978-83-7386-221-0, na książce ISBN 978-83-7386-221-8
- Rajmund Kalicki Dziennik nieobyczajny; rys. Mariano Betelú, Warszawa: Czytelnik 2008 ISBN 978-83-07-03131-6
- Rajmund Kalicki Dziennik z zaświatów; il. Edward Dwurnik, Tadeusz Kulisiewicz, Kraków-Warszawa: Instytut Książki – „Twórczość” 2014 ISBN 978-83-61005-19-3
- Rajmund Kalicki Dziennik podróży na Ocolorę, Warszawa: Melanż 2017 ISBN 978-83-64378-51-5
- Rajmund Kalicki Dziennik ostatni, Warszawa: Melanż 2025  ISBN 978-83-67013-19-2